# Pintura japonesa

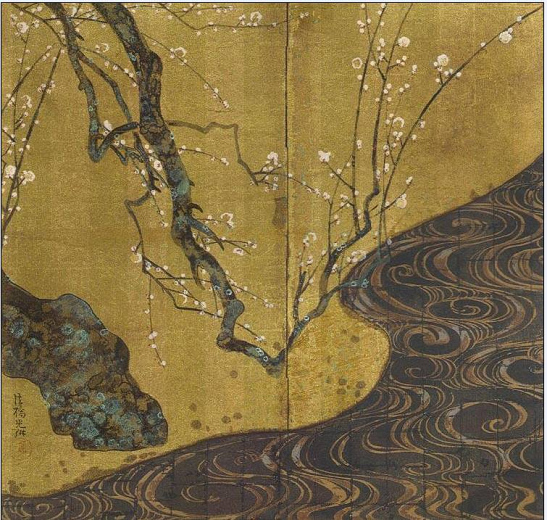
"Pruneres blanques a la primavera" (c.1705-10), per Ogata Kōrin. La pintura està realitzada sota l'estil Yamato-e, utilitzant una tècnica de Tremp d'ou seca que exalta la sinuositat de les línies aconseguint un efecte d'expansió de l'espai que propasa els límits propis de l'obra, i que és típicament japonès. Els patrons i moviments de les línies van influenciar en gran manera el corrent artístic del Modernisme.

La pintura japonesa (en japonés: 絵画) és aquella que s'ha produït al territori d'aquest país, o per artistes nascuts en el mateix. És una de les més antigues i refinades arts nipones, abastant una àmplia varietat de gèneres i estils. La història en general de l'art japonès, igual que la història de la pintura del Japó és una síntesi extensa i una competició constant entre l'estètica japonesa i l'adaptació d'idees importades de l'estranger. Les primeres referències pictòriques del Japó poden albirar-se en les ceràmiques i murals pintats amb dissenys geomètrics simples del període prehistòric Jōmon. En el període Nara, la dinastia xinesa Tang influenciaria l'estil de la pintura japonesa religiosa i de la cort.
No obstant això, el veritable desenvolupament de la pintura japonesa ocorreria en el període Heian, amb el sorgiment de l'estil tradicionalista nipó denominat Yamato-e, en el qual destaca la pintura sobre rotllos de pergamí coneguda com (emaki), i entre les obres més importants consta la llegenda de Genji Monogatari. Al període Kamakura es perllongaria l'elaboració dels emakis, però amb un enfocament cap a la pintura religiosa, especialment les representacions de Buda Amitābha executades per la secta Shingon. Posteriorment, en l'era Muromachi s'emfatitzaria la pintura monocromàtica en tinta, la qual posseïa una profunda influència de la cultura xinesa i que va ser promoguda principalment pels monjos zen a través de l'estil Sumi-e. En el període Azuchi-Momoyama la pintura decorativa de palaus adquiriria una gran jerarquia, exaltant l'ús de làmines d'or sobre superfícies a gran escala. Aquesta tendència pictòrica va ser patrocinada pels shōguns i va ser categoritzada com l'art oficial per excel·lència d'aquesta classe social. En l'era Edo va florir l'escola de pintura decorativa Rinpa que se centrava en temes tradicionals i va impulsar el renaixement de l'estil Yamato-e. Els seus principals exponents van ser Ogata Kōrin, Tawaraya Sōtatsu i Honami Kōetsu.
A inicis del era Meiji la pintura japonesa va sofrir un canvi profund a causa que el govern japonès va promulgar una campanya d'occidentalització fomentant la pintura Yoga en la qual es promovia un enfocament en la cultura europea. Aquesta tendència va perdre força a mesura que va sorgir un gènere artístic oposat que buscava recuperar les arrels culturals japoneses que s'havien afeblit i que es va denominar Nihonga. Malgrat les diferències estilístiques de tots dos moviments pictòrics, a la fi de l'era Meiji els dos gèneres van iniciar un procés de síntesi.

## Cronologia

### Antic Japó
La pintura al Japó té el seu inici possiblement durant el període prehistòric japonès. Alguns dissenys geomètrics i figures simples es poden trobar traçades sobre la ceràmica neolítica del període Jōmon i a les campanes de bronze o Dotaku del període Yayoi (300 aC – 300). També s'han descobert pintures murals amb dissenys geomètrics i figuratius en nombrosos túmuls pertanyents al període Kofun (300 -700).
Amb la influència de la cultura xinesa al Japó durant el període Asuka, especialment la introducció del sistema d'escriptura kanji, el sistema d'administració governamental, i el budisme, moltes de les obres d'art eren importades al Japó des de la Xina i Corea, motivant la producció de còpies locals molt similars a l'estil pictòric de l'Est d'Àsia.

### Període Nara

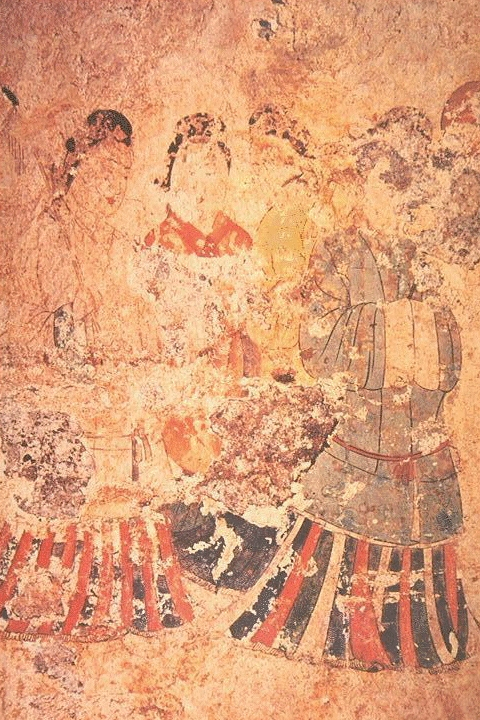
Pintura mural de la tomba Takamatsuzuka.

Amb la propagació del budisme al Japó durant els segles vi i vii, va florir la pintura amb motius religiosos amb l'objectiu de decorar els múltiples temples construïts per les classes governants. No obstant això, el període Nara es va caracteritzar més per l'art de l'escultura, que per la pintura.
Les pintures més antigues que encara sobreviuen d'aquest període inclouen els murals sobre les parets del temple d'Hōryū-ji a Ikaruga, prefectura de Nara; en les quals s'il·lustren episodis de la vida de Buda, dels bodhisattva, i d'altres deïtats menors. L'estil guarda semblança amb la pintura xinesa de la dinastia Sui corresponent a l'època dels Setze Regnes. No obstant això, a mitjan període Nara, es van tornar populars pintures sota l'estil de la Dinastia Tang. Entre aquestes també s'inclouen els murals de la tomba Takamatsuzuka, que van ser realitzats al voltant de l'any 700 aC., i en els quals estan representats cortesans amb togues i símbols de l'astrologia xinesa com el drac (Seiryu), la serp o tortuga (Genbu), el tigre (Byakko) i el fènix bermellón (Suzaku). Aquest estil en particular va evolucionar en el gènere (Kara-e) el qual va romandre en auge durant l'inici del període Heian.
La majoria de pintures del període Nara són de naturalesa religiosa, i estan executades en gran part per artistes anònims. Una àmplia col·lecció d'art del període Nara es conserva a la casa del tresor Shōsōin, antigament propietat pertanyent a Tōdai-ji, i ara sota el control de l'Agència Imperial.

### Períodes Heian i Kamakura
Amb el desenvolupament de la sectes budistes esotèriques de Shingon i Tendaishū als segles VIII i IX al Japó, la imatgeria religiosa, especialment les pintures o representacions de Mandala es van tornar predominants. Nombroses versions de Mandala, en particular el mandala del Món del Diamant i el Mandala de l'Úter van ser creats com a pergamins penjants, i també com a murals per a les parets dels temples. Un cèlebre exemple antic conegut com el Mandala dels dos Mons es troba a la pagoda Daigo-ji, que és un edifici religiós que posseeix cinc nivells d'altura i està situat al sud de Kioto. En particular, el Mandala dels dos Mons està compost per dos pergamins decorats amb pintures del període Heian; no obstant això, avui dia alguns dels detalls pictòrics poden visualitzar-se parcialment, ja que s'han desgastat per l'abrasió i el pas del temps.

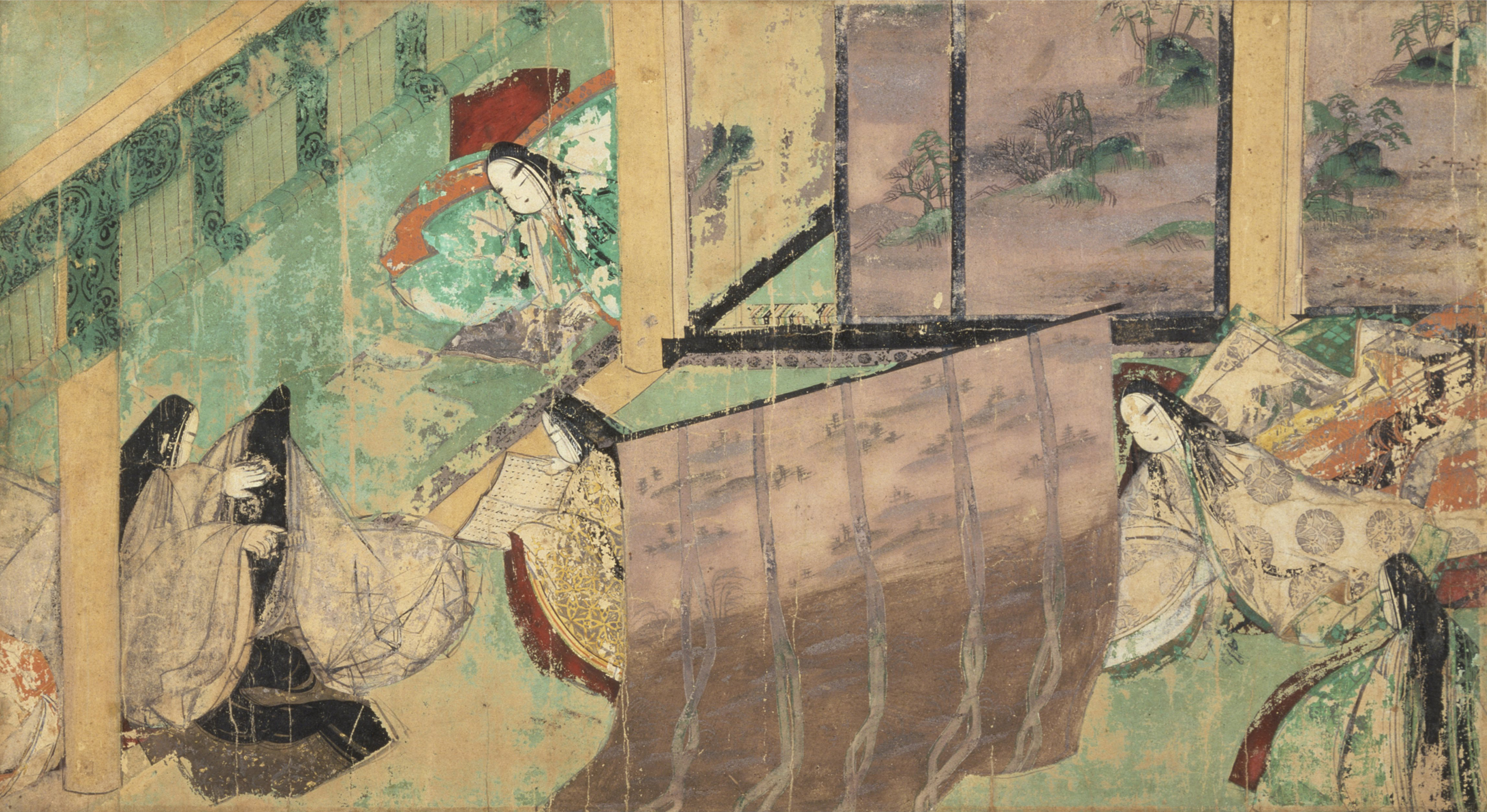
Escena del capítol Azuma-ja del Genji Monogatari, d'estil Onna-e.

Amb la contínua evolució del budisme japonès cap al budisme de Terra Pura de la secta Jōdō durant el segle x, un important nou gènere va ser afegit, denominat raigozu, en el qual es representava a Buda Amitābha donant la benvinguda a les ànimes dels fidels al seu paradís occidental. Un popular exemple que data de l'any 1053 jeu en el temple de Byōdō-in, a la ciutat de Uji, en la prefectura de Kyoto, al que també se'l considera una mostra primerenca de l'estil de pintura japonesa Yamato-e Mentre que les pintures Kara-e es basaven en escenes de la vida quotidiana i llegendes xineses, l'estil Yamato-e es caracteritzava per les representacions dels paisatges dels voltants de l'antiga capital del Japó (Kioto) i la il·lustració de la literatura històrica japonesa.
A mitjan període Heian, l'estil de pintura Kara-e havia perdut terrè sent reemplaçat per l'estil Yamato-e, el qual va ser usat inicialment en la decoració de mampares i paravents. No obstant això, l'estil Yamato-e va desenvolupar nous formats (especialment cap a finals del període Heian), incloent el pergamí emaki. El emaki abastava novel·les il·lustrades com la de Genji Monogatari, obres històriques com Ban Dainagon Ekotoba i treballs religiosos. Els artistes e-maki van inventar sistemes de convenció pictòrica amb l'objectiu que les pintures transmetessin el contingut emocional de cada escena. El Genji Monogatari està organitzat en discrets episodis, mentre que el més vivaç Ban Dainago Ekotoba empra una il·lustració narrativa contínua, emfatitzant el moviment actiu de figures mitjançant l'ús de pinzellades ràpides i lleugeres, en colors vibrants. Un altre exemple famós que manté aquest estil pictòric és la pintura del pergamí del Setge del Palacio Sanjō.

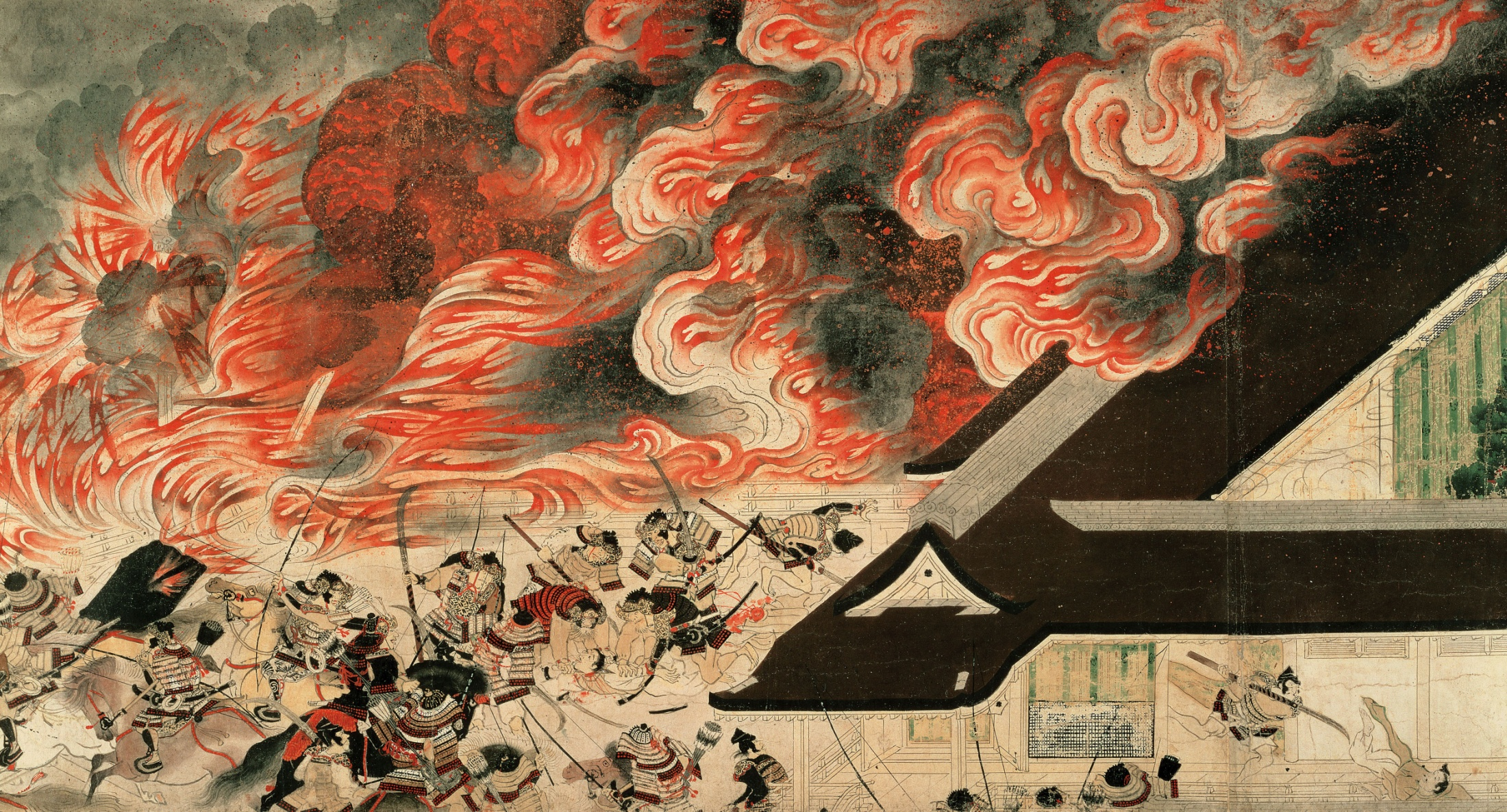
Un exemple de la pintura Otoko-e, al qual està representat un setge nocturn al palau Sanjō.

Els emaki també van servir com uns dels primers i grans exemples dels estils pictòrics Otoko-e (pintures d'homes) i Onna-e (pintures de dones). Hi ha moltes diferències subtils entre els dos estils que tenen l'objectiu de captivar les preferències estètiques dels gèneres. No obstant això, són més notòries les diferències temàtiques. En l'estil Otoko-e generalment es representa esdeveniments històrics, particularment batalles. No obstant això, el Onna-e es fonamenta en el pergamí de la Llegenda de Genji, emfatitzant tòpics sobre la vida a la cort, especialment les dames de la cort, i temes romàntics.
Aquests gèneres artístics van continuar en vigència al Japó a través del període Kamakura, durant els anys 1180 a 1333. Així mateix, es van continuar produint emakis de diversos tipus; no obstant això, el període Kamakura es va caracteritzar primordialment per l'art escultòric, en comptes de la pintura. La majoria de pintures en els períodes Heian i Kamakura eren de naturalesa religiosa, i van ser executades per un vast nombre d'artistes anònims. No obstant això, en l'època Kamakura van sobresortir les pintures realitzades per la secta Shingon de les diverses manifestacions de "Buda Amitābha" (que significa, Llum infinita completament conscient), i les quals generalment han estat propietat dels temples budistes o pagodes. Aquestes obres pictòriques eren executades en fons foscos, i les figures religioses eren realçades amb pa d'or, utilitzant una tècnica molt popular en aquest temps denominada Kirikane. D'aquesta manera, amb el propòsit de promoure les arts plàstiques, la secta Shingon va establir que, «el culte de la divinitat no deu i no pot estar dissociat del culte de la bellesa, i de l'art; per tant, ha de ser una part integral de la religió».

### Període Muromachi

realitzat per Hasegawa Tōhaku.

Durant el segle xiv el desenvolupament dels monestirs zen a les ciutats de Kamakura i Kioto va tenir un gran impacte sobre les arts visuals. Un auster i monocromàtic estil de pintura en tinta anomenat Sumi-e va ser introduït al Japó a través de la influència de les dinasties xineses Song i Yuan, reemplaçant els pergamins policroms del període anterior. Malgrat la introducció d'aquest nou moviment pictòric, en aquesta època es van continuar realitzant els retrats religiosos denominats Chinsō, els quals estaven pintats amb una àmplia paleta cromàtica i van ser plasmats principalment pels monjos zen. Un típic exemple és el retrat realitzat pel pintor i sacerdot Tsung-kao (1089-1163), en el qual es representa al monjo llegendari Kensu (En idioma xinès, Hsien-tzu) al moment que va adquirir la il·luminació divina. Aquest tipus de pintura era executat mitjançant pinzellades ràpides i amb mínim detall, per aconseguir un efecte de profunditat, distància i grandesa.
La pintura titulada Atrapant un silur amb una carabassa (localitzada al temple zen de Taizo-in, en el complex religiós Myōshin-ji, a Kioto), va ser pintada pel sacerdot i artista Josetsu, i va marcar un punt decisiu en la pintura Muromachi. En el primer pla està pintat un home en la riba d'un rierol sostenint una petita carabassa i fent un cop d'ull a un gran i relliscós silur o peix gat. El plànol intermedi apareix ple de boirina, i en el fons sorgeixen subtilment unes muntanyes a la llunyania. Generalment s'assumeix que aquesta obra pictòrica, executada al voltant de 1413, encaixa en un "nou estil" de pintura concorde amb la percepció xinesa de profunditat de l'espai el plànol del quadre.
Al final del segle xiv, l'art de paisatges monocromàtic va ser patrocinat pel Clan Ashikaga, sent també el gènere predilecte entre els artistes zen, i que gradualment va evolucionar de les seves arrels xineses a un estil japonès.

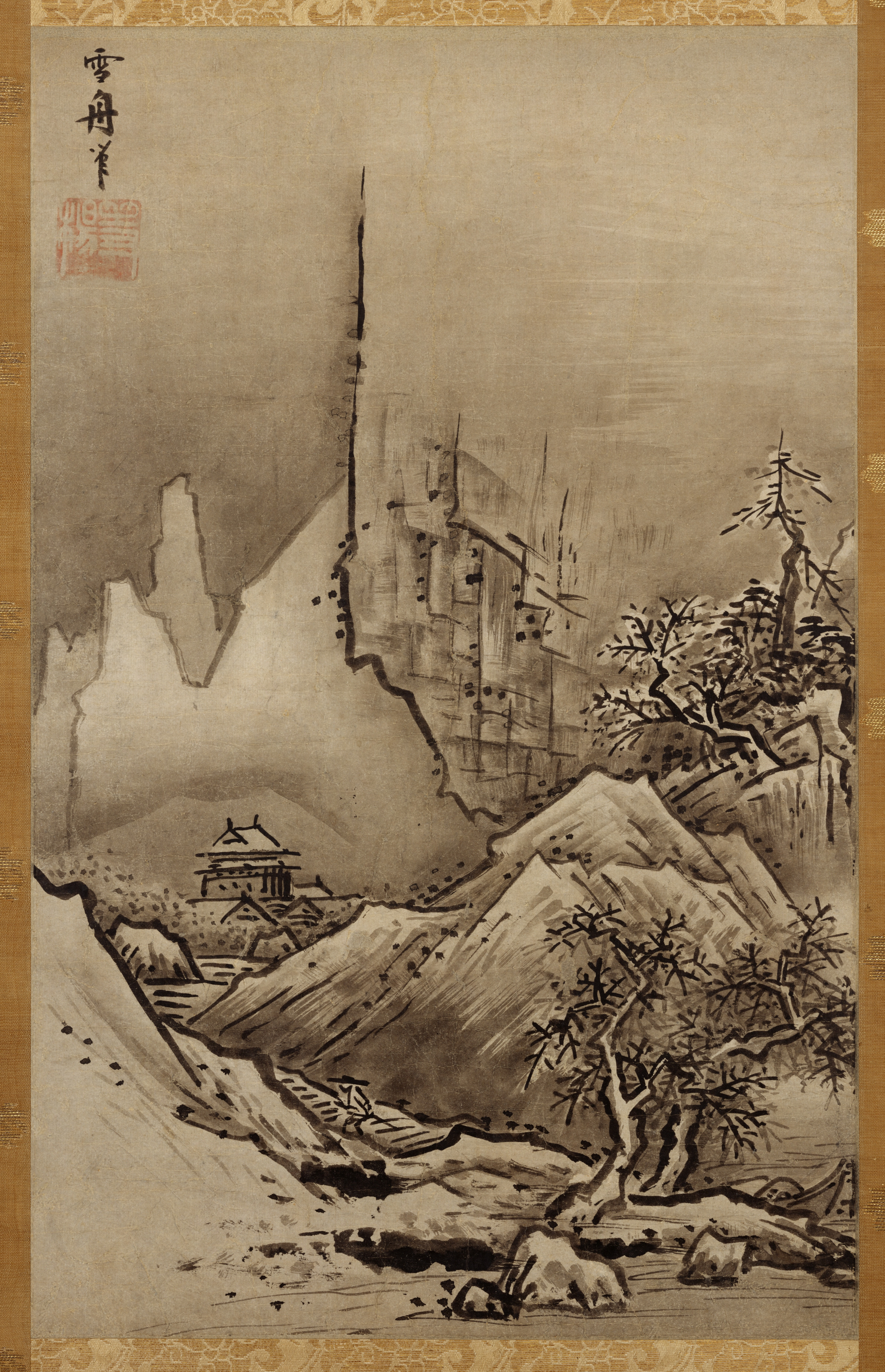
Paisatge per Sesshū Tōiō.

Els artistes més destacats del període Muromachi van ser els pintors-sacerdots Shubun i Sesshu. Shubun va ser un monjo del temple Shōkoku-ji a Kioto, i el pintor del paisatge realista titulat Llegint en un bosc de bambú, en el qual s'albira una profunda reculada de la perspectiva espacial. Sesshu, al contrari de la resta d'artistes del mateix període, va tenir l'oportunitat de viatjar a la Xina i estudiar les tècniques i conceptes de la pintura directament des de la seva font d'origen. Una de les obres més importants de Sesshu és el Rotllo de l'extens paisatge, en el qual es representa un paisatge continu de les quatre estacions.
A la fi del període Muromachi, la pintura en tinta migrà fora dels monestirs Zen al món de l'art en general, a mesura que els artistes de l'escola Kanō i l'escola Ami van adoptar l'estil i la seva temàtica. No obstant això, la pintura en tinta va tenir una lleugera modificació amb la introducció d'un efecte més plàstic i decoratiu que continuaria fins als temps moderns.
Alguns dels artistes importants del període Muromachi del Japó són els següents: 
- Mokkei (c.1250)
- Mokuan Reien (m.1345)
- Kao Ninga (c. segle XIV)
- Mincho (1352-1431)
- Josetsu (1405-1423)
- Sesshū Tōiō (1420-1506)
- Kanō Masanobu (1434-1530)
- Tensho Shubun (m.1460)
- Kanō Motonobu (1476-1559)

### Període Azuchi-Momoyama

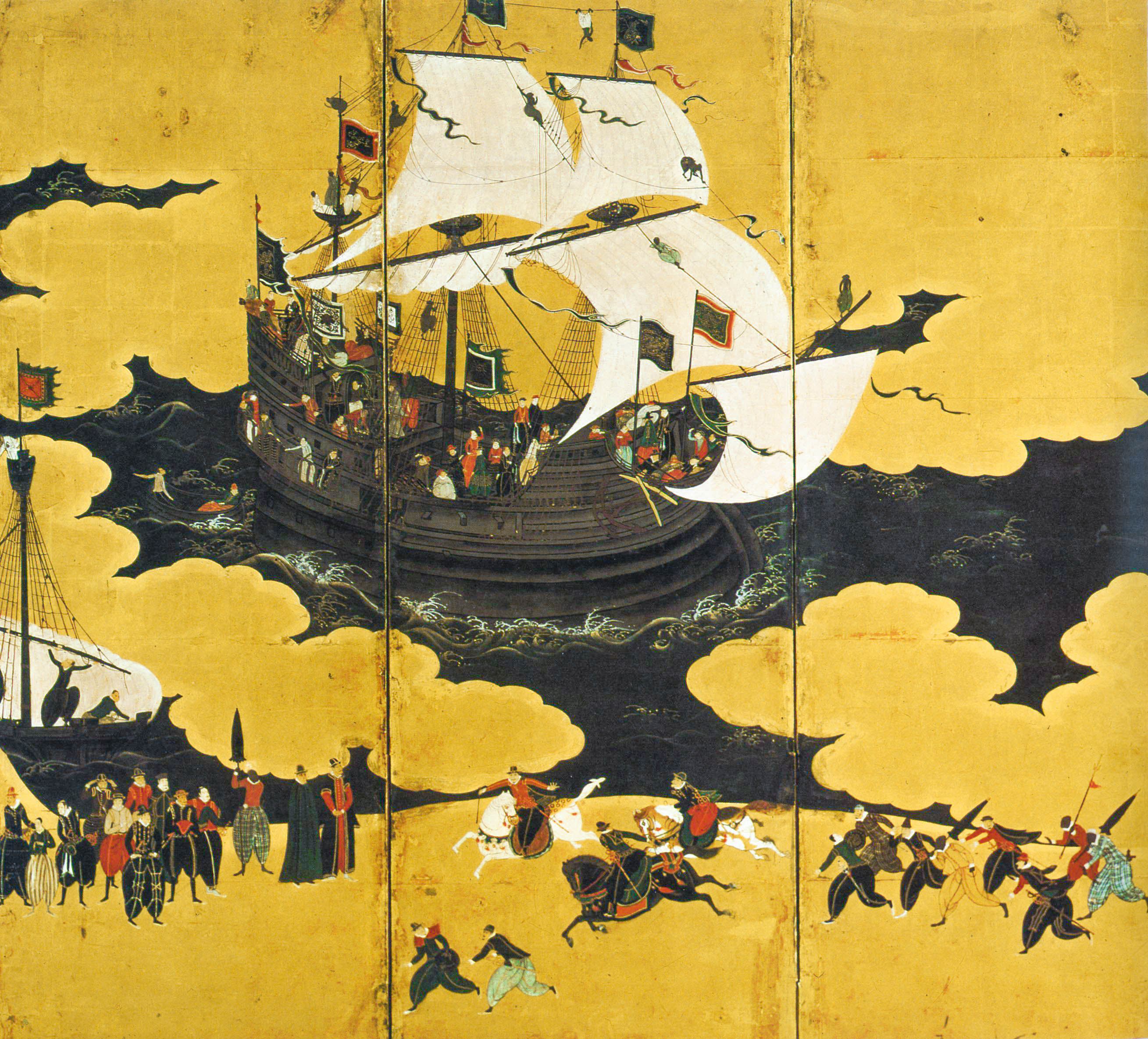
Detall d'un paravent en el qual es representa l'arribada d'un vaixell occidental, i que s'atribueix a Kanō Naizen (1570-1616).

En contrast amb el període Muromachi, el període Azuchi-Momoyama va estar caracteritzat per un estil policromo, també per un considerable ús de làmines de plata i or, i per la preferència d'obres pictòriques en formats a gran escala. L'escola Kanō, que estava patrocinada per Oda Nobunaga, Toyotomi Hideyoshi, Tokugawa Ieyasu i els seus seguidors, va adquirir prestigi i es va expandir tremendament. Kano Eitoku va desenvolupar una fórmula per a la creació de paisatges monumentals sobre portes corredizas, parets, mampares i paravents. Aquestes grans pantalles i pintures murals eren generalment comissionades perquè decoressin els interiors de castells i palaus de la noblesa militar. Els temes predilectes entre els artistes eren les flors i els ocells, a causa que facilitaven la labor d'emplenar espais de gran envergadura. Cal esmentar que moltes de les obres d'aquest període van decorar les parets i panells del Castell Azuchi, i que en la seva majoria van ser comissionades a Eitoku sota les ordres d'Oda Nobunaga. No obstant això després de l'assassinat de Nobunaga el 1582, el castell va ser destruït i incendiat totalment perquè cap dels seus enemics ho ocupessin. En conseqüència, cap dels treballs artístics va sobreviure i només queden alguns relats descriptius de l'escola Kanō que narren l'aspecte físic d'aquests.
La situació es va mantenir igual fins al següent període Edo, a mesura que el Shogunat Tokugawa seguia promovent les obres de l'escola Kanō com l'art oficialment autoritzat dels shōgun, del Dàimio i la Família Imperial del Japó. Un clar exemple de pintures d'aquest període que ha sobreviscut el pas del temps pot ser admirat en les portes corredizas del temple Daikaku-ji, que en el passat va ser la seu del palau de l'emperador Saga. Les obres pictòriques albergades en Daikaku-ji van ser adaptades a l'arquitectura fusuma, perquè existís una contrastant diversitat d'atmosferes a cada habitació i han estat atribuïdes a l'artista Kanō Sanraku. Entre les habitacions destaquen la "Sala de les peonies", la "Sala de les flors de cirerer", la "Sala dels salzes", que deuen el seu nom a les pintures reflectides en les seves parets. Així mateix, una altra mostra important de la pintura d'aquesta època s'exhibeix en els panells del temple Daitoku-ji, que van ser realitzades per l'artista Unkoku Togan i encarregades pel general samurai Mōri Terumoto.
Durant l'època Azuchi-Momoyama va haver-hi corrents pictòriques i artistes no pertanyents a l'escola Kanō que també van tenir el seu èxit, adaptant la temàtica xinesa als materials i a l'estètica japonesa. Un grup important va ser l'Escola Tosa de pintura, que primordialment va desenvolupar la tradició Yamato-e, i que va obtenir fama per la il·lustració de la literatura clàssica japonesa en llibres o emakis en petit format. També va sorgir un interès per retratar a les persones realitzant les seves activitats diàries, en un estil que va adoptar el nom de Rakuchū-rakugai zu, que significa "escenes dins i fora de Kyoto" i que eren habitualment plasmades sobre panells de fusta conformats per sis separacions.
Alguns dels artistes importants del període Azuchi-Momoyama del Japó són els següents: 
- Kaihō Yūshō (1533-1615)
- Hasegawa Tōhaku (1539-1610)
- Kanō Eitoku (1543-1590)
- Unkoku Togan (1547-1616)
- Kanō Sanraku (1559-1663)
- Kanō Tanyu (1602-1674)

### Període Edo

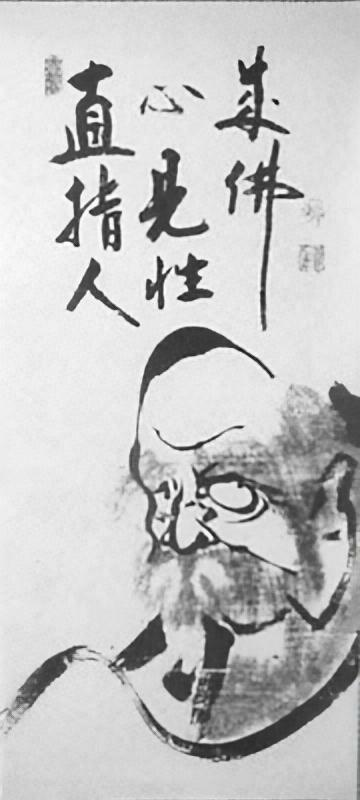
Rotllo de cal·ligrafia realitzat per Hakuin Ekaku (1685 a 1768), que tracta sobre Bodhidharma i al qual està escrit: «El zen apunta directament al cor humà, fa un cop d'ull a la teva naturalesa i converteix-te en Buda».

Molts historiadors han suggerit que el període Edo és una continuació del període Azuchi-Momoyama. Certament, a principis del període Edo, moltes de les tendències anteriors de la pintura van continuar sent populars; no obstant això, també van sorgir nous estils.
Una de les acadèmies pictòriques més significatives que va florir a principis del període Edo va ser l'Escola Rinpa, la qual se centrava en els temes clàssics, presentant-los en un format cridaner i magníficament decorat. En particular, l'artista Tawaraya Sōtatsu va permetre l'evolució de l'estil decoratiu a través de la recreació de temes derivats de la literatura clàssica, en els quals va emprar figures i motius del món natural en tonalitats colorides en contraposició de fons recoberts per làmines d'or. Un segle després, Ogata Kōrin va reutilitzar l'estil de Sōtatsu, generant obres úniques i amb àmplia riquesa visual. cal esmentar que Honami Kōetsu, qui també va ser un dels fundadors de l'escola pictòrica Rinpa, va promoure el renaixement de l'estil tradicionalista japonès Yamato-e, i de les percepcions aristocràtiques dels últims anys del període Heian. Els seus ideals artístics van ser plasmats fonamentalment en les seves obres de cal·ligrafia, les quals generalment eren executades sobre les pintures en tinta realitzades pel seu amic proper Sōtatsu.
Un altre important gènere artístic que va tenir el seu inici en l'època Azuchi-Momoyama, però que va arribar al seu desenvolupament màxim a principis de període Edo va ser l'art Namban. Aquest estil mantenia una èmfasi en l'arribada dels europeus al Japó, especialment dels portuguesos i la seva nova cultura. D'aquesta manera, l'art Namban es va enfocar en la representació de les diferències de comportament i costums dels europeus, especialment la il·lustració de vaixells occidentals, i objectes inusuals dins de la cultura japonesa. Així mateix, aquest gènere es va centrar en el port de Nagasaki, el qual va ser l'únic port obert al comerç internacional després que s'emetés la política d'aïllament nacional durant el règim del Shogunato Tokugawa i, per tant, era el conducte pel qual ingressaven les influències artístiques xineses i europees. L'inici d'aquest gènere pictòric va coincidir amb l'establiment de l'ordre jesuïta al Japó, la qual tenia la intenció de catequizar a la població. Aquest fet va impulsar la creació de pintures religioses, moltes d'elles basades en obres occidentals existents, però que en la seva majoria van ser destruïdes durant la persecució de cristians al Japó. Amb el transcurs del temps van sorgir l'escola Nagasaki i l'escola Maruyama-Shijō, les quals combinaven les influències xineses i occidentals amb els elements tradicionals de la cultura japonesa.
Una tercera tendència important durant el període Edo va ser el sorgiment del gènere artístic Bunjinga (pintura docta), també coneguda com l'Escola Nanga (Pintura del sud).  Inicialment l'estil es va fonamentar [a | en] la imitació de les obres pertanyents als erudits i afeccionats pintors xinesos de la dinastia Yuan, els treballs dels quals de forma conjunta amb les seves tècniques artístiques havien estat exportats al Japó a mitjan segle xviii. Posteriorment els artistes buninja van modificar considerablement les tècniques i la temàtica d'aquest gènere artístic amb l'objectiu de crear una combinació entre els estils de pintura xinesa i japonesa. Alguns artistes exemplars del moviment artístic buninja són: Ike no Taiga, Uragami Gyokudo, Yosa Buson, Tanomura Chikuden, Tani Buncho y Yamamoto Baiitsu. Al cas particular de Yosa Buson, aparte de haber sido un pintor nanga, també va ser un poeta 'haiku', que es va distingir a  l'elaboració de pintures amb el propòsit que acompanyessin les seves composicions poètiques en un estil de pictòric conegut com a haiga, i que consistia en l'ús de pinzellades simples en tonalitats monocromàtiques  .
A causa de les polítiques d'austeritat fiscal i social imposades pel Shogunat Tokugawa, els elements de luxe d'aquest gènere van estar limitats als estrats superiors de la societat, i no estaven disponibles (o potser prohibits) a les classes inferiors. La gent comuna va desenvolupar el seu propi estil d'art denominat fuzokuga, en el qual es representaven escenes de la vida diària, especialment els costums de la gent ordinària, que incloïen temes populars com el teatre kabuki, les prostitutes i els paisatges. Al segle xvi, aquestes pintures van impulsar la producció parcialment massiva de les impressions xilográficas amb planxes de fusta, o més conegudes com a ukiyo-e, que va ser un dels elements definitius d'intervinguts i finals del període Edo.

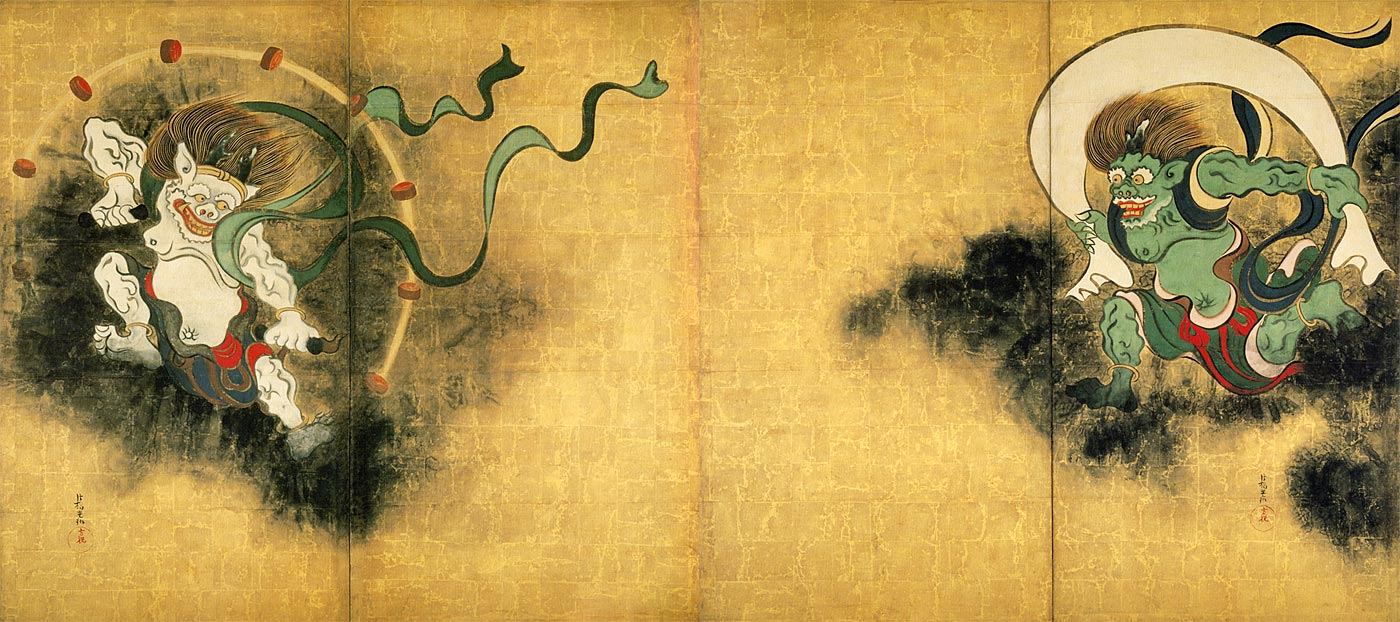
Déu del Vent, Déu del Tro, de Ogata Kōrin. En aquesta pintura es mostra als déus del tro (esquerra) i del vent (dreta), a l'inici d'un combat celestial.

Alguns artistes importants d'aquesta època van ser:
- Honami Kōetsu(1558-1637)
- Tawaraya Sōtatsu (m.1643)
- Kano Tanshin (1653-1718)
- Ogata Kōrin (1658-1716)
- Gion Nankai (1677-1751)
- Sakaki Hyakusen (1697-1752)
- Yanagisawa Kien (1704-1758)
- Yosa Buson (1716-1783)
- Ito Jakuchu (1716-1800)
- Ike no Taiga ((1723-1776)
- Maruyama Ōkyo (1733-1795)
- Isoda Koryusai (1735-1790)
- Okada Beisanjin (1744-1820)
- Uragami Gyokudo (1745-1820)
- Matsumura Goshun (1752-1811)
- Kitagawa Utamaro (1753-1806)
- Katsushika Hokusai (1760-1849)
- Tani Buncho (1763-1840)
- Tanomura Chikuden (1777-1835)
- Yamamoto Baiitsu (1783-1856)
- Watanabe Kazan (1793-1841)
- Utagawa Hiroshige (1797-1858)
- Shibata Zeshin (1807-1891)
- Tomioka Tessai (1836-1924)

### Període Meiji

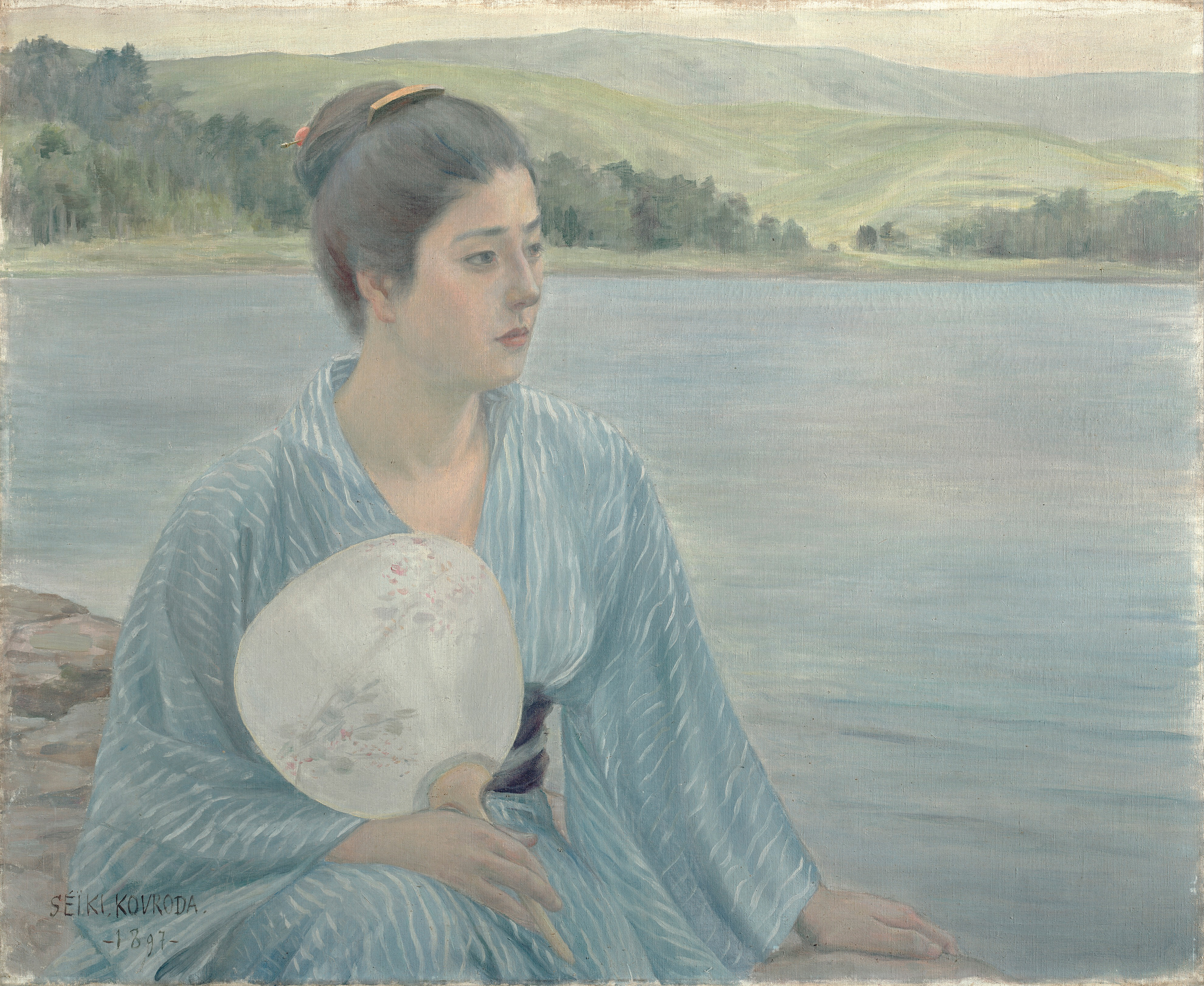
Al costat del llac, per Seiki Kuroda, oli sobre llenç, Tokio.Originalment va ser exposat a l'exhibició Hakubai el 1897, i posteriorment a l'Exposició Internacional de París el 1900.

Durant l'Era Meiji, Japó va sofrir un tremend canvi polític i social durant el procés de campanya de occidentalització i modernització dirigida pel nou govern Meiji. El període Meiji va estar marcat per la divisió de l'art en els corresponents estils occidentals i estils indígenes tradicionals.
L'estil occidental de pintura anomenat (Yoga) va ser oficialment promogut pel govern, el qual va enviar a prometedors joves artistes al fet que realitzessin els seus estudis a l'exterior, i va contractar artistes estrangers perquè establissin un currículum d'art a les escoles japoneses.
No obstant això, després d'un favoritisme inicial per l'estil d'art occidental, el pèndol es va balancejar en adreça oposada, i va haver-hi un moviment dirigit pel crític d'art Okakura Kakuzō i per l'educador Ernest Fenollosa que va suscitar el renaixement i l'apreciació dels estils artístics tradicionals del Japó (Nihonga). El 1880, l'art d'estil occidental va ser prohibit en les exhibicions oficials i va ser severament criticat pels crítics. Amb el suport de Okakura i Fenollosa, l'estil Nihonga va evolucionar amb diverses influències del moviment europeu prerafaelitisme i del romanticisme.
Els pintors d'estil Yoga van formar el Meiji Bijutsukai (Societat de Belles arts Meiji) per mantenir les seves pròpies exhibicions i promoure un renovat interès per l'art occidental.
El 1907, amb l'establiment del Bunten sota el patrocini del Ministeri d'Educació, tots dos grups artístics van aconseguir reconeixement i van aconseguir una coexistència, i fins a van començar el procés cap a una síntesi mútua. Alguns artistes del període Meiji inclouen els següents: 

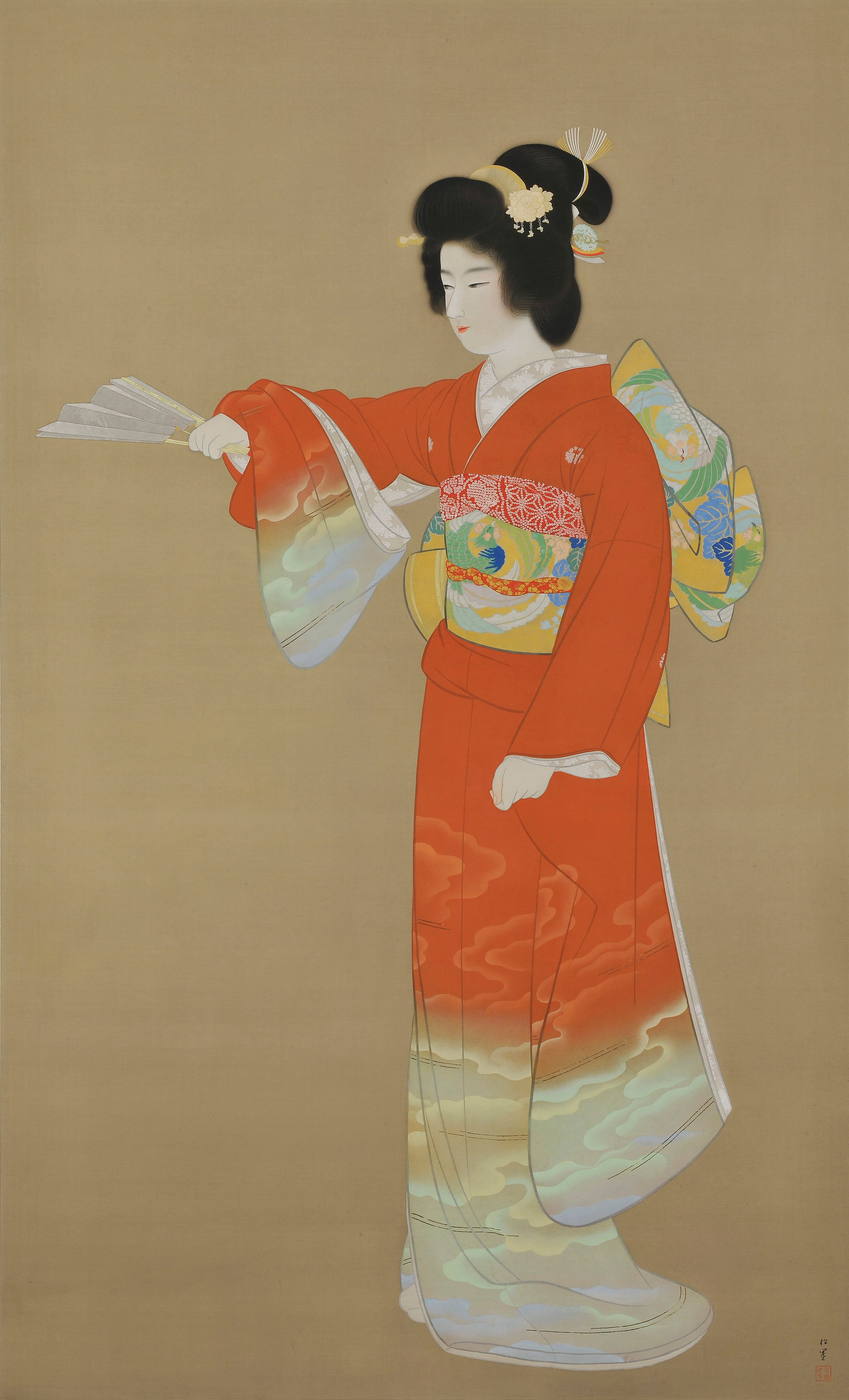
Aquarel·la sobre seda titulada Preludi de dansa Noh (序の舞), (1936) per Uemura Shōen.

- Kanō Hōgai (1828-1888)
- Hashimoto Gahō (1835-1908)
- Maekawa Bunrei (1838 – 1917)
- Kano Agafen Takanobu (1845-1892)
- Yamamoto Hosui (1850-1906)
- Asai Chu (1856-1907)
- Harada Naojiro (1863-1899)
- Takeuchi Seihō (1864-1942)
- Kuroda Seiki (1866-1924)
- Fujishima Takeji (1867-1943)
- Yokoyama Taikan (1868-1958)
- Okada Saburosuke (1869-1939)
- Shimomura Kanzan (1873-1930)
- Kawai Gyokudō (1873-1957)
- Hishida Shunsō (1874-1911)
- Wada Eisaku (1874-1959)
- Uemura Shōen (1875-1949)
- Aoki Shigeru (1882-1911)
- Sakamoto Hanjiro (1882-1962)

### Període Taishō

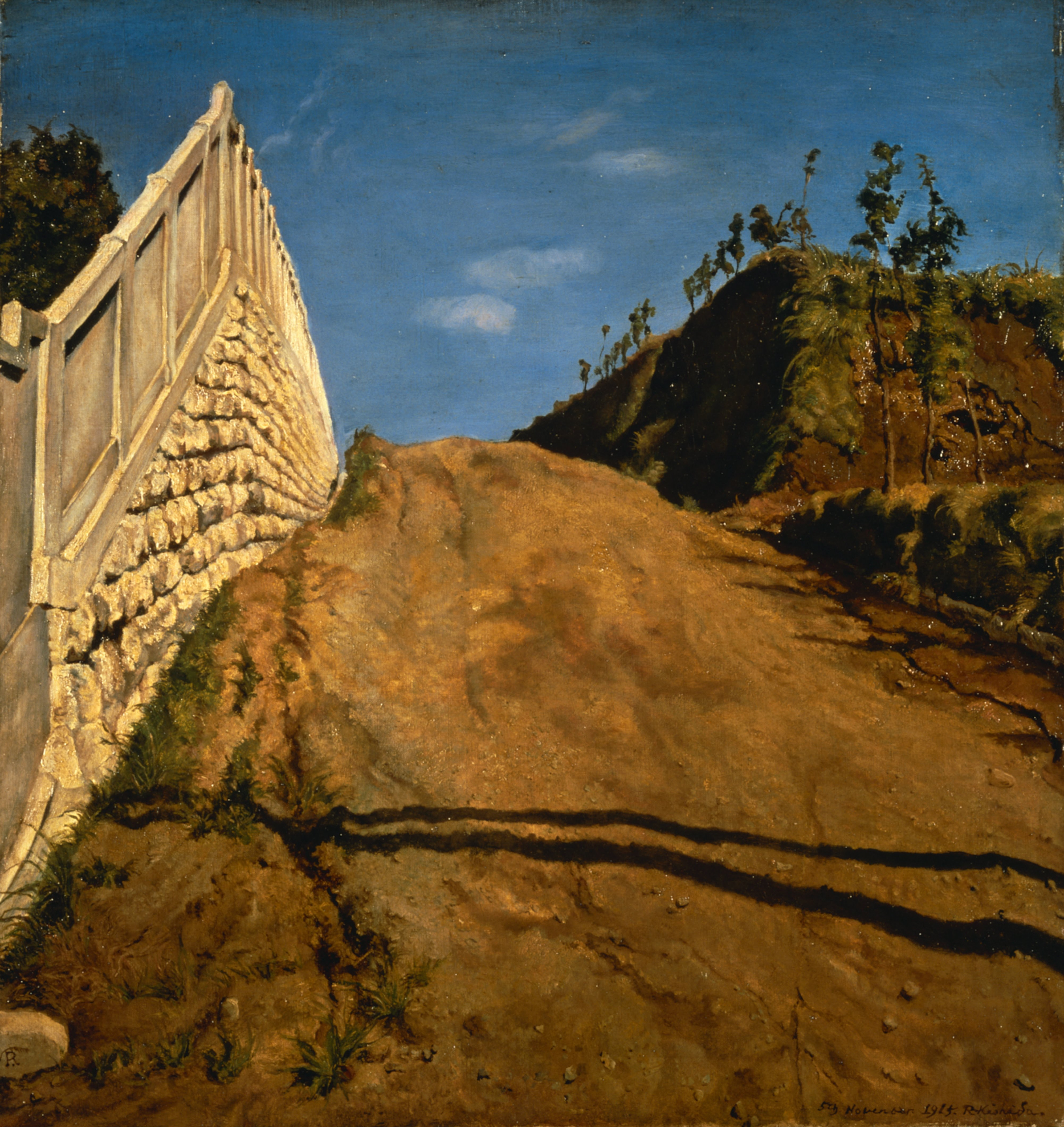
Paisatge per Kishida Ryusei.

Al període Taishō va predominar l'estil Iōga sobre el gènere Nihonga. Després d'una llarga estada a Europa, molts artistes van tornar al Japó en aquest període, portant amb si noves tècniques de l'impressionisme i del postimpressionisme. Les obres artístiques de Camille Pissarro, Paul Cézanne i Pierre-Auguste Renoir van influenciar les primeres pintures de l'era Taishō. No obstant això, els artistes Iōga d'aquesta època van tenir una inclinació per l'eclecticisme, i va haver-hi una profusió de moviments artístics dissidents. Aquests incloïen la societat Fusain (Fyuzankai) que emfatitzava els estils del postimpressionisme, especialment el fauvisme. El 1914, va sorgir la Nikakai (Societat de Segona Divisió) amb el propòsit d'oposar-se a l'exhibició Bunten patrocinada pel govern.
La pintura durant el període Taishō va ser lleugerament influenciada per altres moviments contemporanis europeus com el neoclassicisme i el postimpressionisme tardà.
De manera interessant el recent estil Nihonga cap a finals de l'època Taishō va adoptar certes tendències del postimpressionisme. La segona generació d'artistes Nihonga van formar l'Acadèmia de Belles arts del Japó (Nihon Bijustsuin) per competir contra el Bunten que era promogut pel govern, i a pesar que les tradicions yamato-e van continuar prevalent amb força, l'increment en la utilització dels conceptes de perspectiva occidentals, i les nocions europees de llum i espai van començar a afeblir les diferències entre els estils Nihonga i Yoga.
Alguns artistes importants del període Taishō són: 
- Kaburaki Kiyokata 鏑木清方 (1878-1972)
- Tomita Keisen (1879-1936)
- Imamura Shiro (1880-1916)
- Takehisa Yumeji 竹久夢二 (1884-1934)
- Yorozu Tetsugoro (1885-1927)
- Kawabata Ryushi (1885-1966)
- Seison Maeda (1885-1977)
- Tsuchida Hakusen (1887-1936)
- Murakami Kagaku (1888-1939)
- Kishida Ryusei (1891-1929)
- Hayami Gyoshu (1894-1935)
- Itō Shinsui 伊東深水 (1898-1972)
- Uemura Shoko 上村松篁 (1902-2001)

### Període Shōwa
La pintura japonesa a principis de l'Era Shōwa va estar àmpliament dominada per Yasurio Sotaro i Umehara Ryuzaburo, els que van introduir els conceptes d'art pur i pintura abstracta a la tradició Nihonga, creant per tant una versió més interpretativa d'aquest gènere. Aquesta tendència va ser considerablement desenvolupada per Tsuguharu Foujita i la societat Nika per abastar el surrealisme. Així mateix per promoure aquestes tendències, l'associació d'art independent (Dokuritsu Bijutsu Kyokai) va ser establerta el 1931.
Durant la Segona Guerra Mundial, els controls governamentals japonesos i la censura van permetre únicament l'expressió de temes patriòtics. Molts artistes van ser reclutats en el projecte de propaganda política del govern, i es va promoure la crítica sense judici emocional dels seus treballs.
En el període de postguerra es va crear l'Acadèmia d'Art Japonès (1937) promoguda pel govern i la qual abastava els estils Nihonga i Yōga. Les exhibicions patrocinades pel govern havien cessat, i es va donar inici a les exposicions privades com la Nitten, que eren fins i tot d'una major escala. A pesar que la Nitten va ser en principi organitzada per l'Acadèmia d'Art del Japó, des de l'any 1958 va començar a ser administrada per una corporació privada.
Entre els artistes més importants de l'era Shōwa es troben: 
- Sotaro Yasui (1881-1955)
- Kobayashi Kokei (1883-1957)
- Yasuda Yukihiko (1884-1978)
- Tsuguharu Foujita (1886-1968)
- Umehara Ryuzaburo (1888-1986)
- Ogura Yuki (1895-2000)
- Kaii Higashiyama 1908-1999

### Període contemporani
Després de la Segona Guerra Mundial, els pintors, cal·lígrafs i gravadors van prosperar a les grans ciutats, particularment a Tòquio, i van posar el seu interès en els mecanismes de la vida urbana, reflectit en les llums que parpadeixen, els colorits neó, i el pas frenètic de les seves abstraccions. Tots els "ismes" del món de l'art de Nova York i París van ser fervorosament adoptats. Després de les abstraccions dels anys 1960, en els anys 1970 es va tornar al realisme fortament afavorit pels moviments d'art "op" i "pop", que van ser plasmats en les obres artístiques de Shinohara Ushio en els anys 1980. Molts dels artistes destacats del avantguardisme treballaven al Japó i a l'estranger, sent en molts casos guanyadors de premis internacionals. Aquests artistes sentien que no hi havia res japonès en els seus treballs, i que de fet pertanyien a l'escola internacional. A la fi dels anys 1970, la cerca de les qualitats japoneses i d'un estil nacional va causar que molts artistes revaluessin la seva ideologia artística i donessin la seva esquena al que alguns consideraven com les "superficials" fórmules d'occident. Les pintures contemporànies que seguien un estil modern van començar a ser realitzades mitjançant l'ús deliberat de les formes, recursos i ideologies tradicionals de l'art japonès. Nombrosos artistes mono-ha es van dedicar a la pintura amb l'objectiu de capturar els matisos tradicionals de la disposició espacial, l'harmonia del color i el lirisme. També es destaca en aquesta disciplina l'artista argentí Miguel Kessel, qui desenvolupa les seves activitats al centre Okinawense de la ciutat de Buenos Aires.